# Национална библиотека Холандије
Национална библиотека Холандије (хол. Koninklijke Bibliotheek) се налази у Хагу и основана је 1798. године. Поседује око 6 милиона предмета, има буџет од 50 милиона евра, броји 16.209 чланова, и запошљава 264 људи (крај 2013. године).
Краљ Луј Бонапарта је 1806. године националној библиотеци дао име које је до данас остало непромењено. Институција је постала независна од државе 1996. године, иако се финансира од стране министарства за образовање, културу и науку.

## Библиотека
Године 2004, Национална библиотека Холандије садржала је 3.300.000 предмета, од чега је 2.500.000 књига. Колекција садржи готово целокупну холандску литературу, од средњовековних рукописа до модерних научних публикација. Колекција је доступна свим члановима. Свака особа стара шеснаест или више година може постати члан. Једнодневне пропуснице су, такође, доступне. Захтев за материјалом из колекција може трајати приближно 30 минута. 